# باكي مكفارلاند
باكي مكفارلاند (بالإنجليزية: Packey McFarland)‏ مواليد 1 نوفمبر 1888 في شيكاغو - الوفاة 22 سبتمبر 1936، كان ملاكم محترف أمريكي صنّف ضمن فئة وزن الوسط. دخل قاعة مشاهير الملاكمة الدولية.

## روابط خارجية
- باكي مكفارلاند على موقع بوكس ريك (الإنجليزية) (registration required)